# Callancyla atrocoerulea
Callancyla atrocoerulea är en skalbaggsart som beskrevs av Dmytro Zajciw 1970. Callancyla atrocoerulea ingår i släktet Callancyla och familjen långhorningar. Inga underarter finns listade.